# 李魁賢
李魁賢（1937年6月19日—2025年1月15日），臺灣詩人、文化評論人、翻譯家、發明家。1953年開始發表詩作，作品以詩為主，也包括散文、評論、翻譯、短篇小說等，無論詩作或散文，都以批判性見長。曾任台灣筆會會長，國家文化藝術基金會董事長。曾任世界詩人運動組織（英語：Movimiento Poetas del Mundo）亞洲副會長。
詩被譯成各種語文在日本、韓國、加拿大、紐西蘭、荷蘭、南斯拉夫、羅馬尼亞、印度、希臘、美國、西班牙、巴西、蒙古、俄羅斯、立陶宛、古巴、智利、尼加拉瓜、孟加拉、馬其頓、土耳其、波蘭、塞爾維亞、葡萄牙、馬來西亞、義大利、阿爾巴尼亞等國發表。參加過韓國、日本、印度、蒙古、薩爾瓦多、尼加拉瓜、美國⋯⋯等國之國際詩歌節。
在2001年、2003年、2006年三度獲印度國際詩人協會推薦提名為諾貝爾文學獎候選人:10。

## 生平
1937年（昭和12年）生於日治時期的臺北太平町，1944年因戰爭時期，都市物資缺乏，回到祖籍淡水。小學前期受日本教育，畢業時已為戰後。升大學時，放棄保送臺北師範大學（今臺北教育大學），考取臺北工業專科學校（今臺北科技大學）五年制化學工程科。為前往德國進修，1963年於教育部歐洲語文中心主修德文並於1964年結業。
臺北工專化工科畢業後，進入工業與專利商界，曾任臺灣肥料公司南港廠化學工程師、臺灣國際專利法律事務所專利工程師、副經理、智慧國際商標事務所副所長等，並於1975年創立名流企業公司。
另一方面，李魁賢於1953年開始發表詩作、1964參加《笠》詩刊，因德文專長，負責德國詩選擇。李魁賢也參與過雜誌出版產業，曾任《發明》雜誌之責任編輯、《發明天地》雜誌社長與《發明企業》雜誌發行人等職務，更於1986成立名流出版社，出版台灣文庫、世界文庫二叢書，1987年參加台灣筆會，並當選首屆副會長。另有擔任中正大學臺文所兼任教授、臺灣省發明人協會常務理事、中國新詩學會首屆常務理事、臺灣筆會會長、國際詩人學會創始會員、國家文化藝術基金會董事長等。曾為《笠》詩刊及《文學臺灣》顧問。:56-60:63-123
2025年1月15日凌晨，於臺北市的自宅中因心因性衰竭逝世。

## 文學獎項[10]:63-123
根據莫渝的研究綜述，李魁賢的文學介入包含：詩作的社會內涵、外國詩文的引介與翻譯，以及國際交流的行動等三個面相。:127從下方表列的獲得獎項，可以看出除了國內獎項外，李魁賢多次獲頒國外獎項，出國領獎的同時，也進行文學交流及文化推廣，以詩和國際接軌。:10
| 年份    | 獎項 |
| ------- | --- |
| 1967 年 | 優秀詩人獎 |
| 1975 年 | 詩作〈孟加拉悲歌〉獲第三屆吳濁流文學獎新詩獎 以「屈折形剪刀」獲第十屆中山技術發明獎                           |
| 1976 年 | 英國國際詩人學會傑出詩人獎 獲選劍橋國際詩人學術院(The International Academy of Poets)創會院士(Founder Fellow) |
| 1978 年 | 中興文藝奬章詩歌獎                                                                                            |
| 1982 年 | 義大利藝術大學文學傑出獎                                                                                      |
| 1983 年 | 比利時布魯塞爾市長金質奬章                                                                                    |
| 1984 年 | 笠詩評論獎 |
| 1986 年 | 美國愛因斯坦國際學術基金會和平銅牌獎                                                                          |
| 1986 年 | 巫永福評論獎                                                                                                  |
| 1993 年 | 韓國亞洲詩人貢獻獎                                                                                            |
| 1994 年 | 笠詩創作獎 |
| 1994 年 | 榮後台灣詩獎                                                                                                  |
| 1998 年 | 印度國際詩人年度最佳詩人獎                                                                                    |
| 2000 年 | 印度國際詩人學會千禧年詩人獎                                                                                  |
| 2001 年 | 賴和文學獎 |
| 2001 年 | 行政院文化獎                                                                                                  |
| 2002 年 | 印度麥氏學會（Michael Madhusudan Academy）詩人獎                                                              |
| 2002 年 | 台灣新文學貢獻獎                                                                                              |
| 2004 年 | 吳三連獎文學獎新詩類                                                                                          |
| 2004 年 | 印度國際詩人亞洲之星獎                                                                                        |
| 2005 年 | 蒙古文化基金會文化名人獎牌和詩人奬章                                                                          |
| 2006 年 | 蒙古建國八百週年成吉思汗金牌 成吉思汗大學金質奬章 蒙古作家聯盟推廣蒙古文學貢獻獎                              |
| 2011 年 | 真理大學台灣文學家牛津獎                                                                                      |
| 2016 年 | 孟加拉卡塔克文學獎（Kathak Literary Award） 馬其頓奈姆・弗拉舍里文學獎                                        |
| 2017 年 | 祕魯特里爾塞金獎（Trilce de Oro）                                                                             |
| 2018 年 | 台灣國家文藝獎 秘魯金幟獎                                                                                     |
| 2019 年 | 印度首席傑出詩獎                                                                                              |
| 2020 年 | 蒙特內哥羅文學翻譯協會文學翻譯獎 塞爾維亞「神草」文學藝術協會國際卓越詩藝一級騎士獎                           |

## 著作
出版著作計有詩集28種、外文詩集32種、文集26種、編書41種、漢譯詩集70種、漢譯文集13種，合計218種（共287冊）。:41-62

### 詩集（共28種）
|    | 書名                          | 註明               | 出版社                                | 出版年份        |
| -- | ----------------------------- | ------------------ | ------------------------------------- | --------------- |
| 1  | 靈骨塔及其他                  |                    | 野風出版社                            | 1963 年         |
| 2  | 枇杷樹                        |                    | 葡萄園詩社                            | 1964 年         |
| 3  | 南港詩抄                      |                    | 笠詩社                                | 1966 年         |
| 4  | 赤裸的薔薇                    |                    | 三信出版社                            | 1976 年         |
| 5  | 李魁賢詩選                    |                    | 新地出版社                            | 1985 年         |
| 6  | 水晶的形成                    |                    | 笠詩社                                | 1986 年         |
| 7  | 永久的版圖                    |                    | 笠詩社                                | 1990 年         |
| 8  | 祈禱                          |                    | 笠詩社                                | 1993 年         |
| 9  | 黃昏的意象                    |                    | 台北縣立文化中心                      | 1993 年         |
| 10 | 秋與死之憶                    |                    | 中國北京人民文學出版社                | 1993 年         |
| 11 | 溫柔的美感                    |                    | 桂冠圖書公司                          | 2001 年         |
| 12 | 李魁賢詩集                    | 全六冊             | 行政院文建會                          | 2001 年         |
| 13 | 安魂曲                        |                    | 上慶文化公司 秀威資訊科技股份有限公司 | 2007 年 2010 年 |
| 14 | 台灣詩人選集 25：李魁賢集     | 莊金國 編          | 國立台灣文學館                        | 2008 年         |
| 15 | 秋天還是會回頭                |                    | 秀威資訊科技股份有限公司              | 2010 年         |
| 16 | 我不是一座死火山              |                    | 秀威資訊科技股份有限公司              | 2010 年         |
| 17 | 我的庭院                      |                    | 秀威資訊科技股份有限公司              | 2010 年         |
| 18 | 千禧年詩集                    |                    | 秀威資訊科技股份有限公司              | 2010 年         |
| 19 | 台灣意象集                    |                    | 秀威資訊科技股份有限公司              | 2010 年         |
| 20 | 輪盤                          |                    | 秀威資訊科技股份有限公司              | 2010 年         |
| 21 | 靈骨塔及其他 — 增訂本         |                    | 秀威資訊科技股份有限公司              | 2010 年         |
| 22 | 天地之間                      |                    | 秀威資訊科技股份有限公司              | 2014 年         |
| 23 | 給智利的情詩20首              | 華台英西俄羅六語本 | 美商EHGBooks微出版公司                | 2015 年         |
| 24 | 感應                          | 台華英三語詩集     | 秀威資訊科技股份有限公司              | 2018 年         |
| 25 | 彫塑詩集                      | 台華英義四語詩集   | 尚畫廊                                | 2018 年         |
| 26 | 兩弦（Two Strings）           | 漢英雙語詩集       | 秀威資訊科技股份有限公司              | 2019 年         |
| 27 | 我的新世紀詩選                |                    | 秀威資訊科技股份有限公司              | 2020 年         |
| 28 | 日出日落 (Sunrise and Sunset) |                    | 秀威資訊科技股份有限公司              | 2020 年         |

### 文集（共26種）
|    | 書名                   | 註明   | 出版社                   | 出版年份 |
| -- | ---------------------- | ------ | ------------------------ | -------- |
| 1  | 歐洲之旅               | 遊記   | 林白出版社               | 1971 年  |
| 2  | 心靈的側影             | 評論   | 新風出版社               | 1972 年  |
| 3  | 德國文學散論           | 評論   | 三民書局                 | 1973 年  |
| 4  | 國際專利制度           | 論著   | 聯經出版公司             | 1975 年  |
| 5  | 弄斧集                 | 評論   | 三信出版社               | 1976 年  |
| 6  | 世界專利制度要略       | 論著   | 聯經出版公司             | 1978 年  |
| 7  | 淡水是風景的故鄉       | 散文   | 台灣省教育廳             | 1983 年  |
| 8  | 專利實務手冊七種       | 論著   | 台灣省發明人協會         | 1985 年  |
| 9  | 發明專利須知           | 校訂   | 文橋出版社               | 1985 年  |
| 10 | 台灣詩人作品論         | 論著   | 名流出版社               | 1987 年  |
| 11 | 飛禽詩篇               | 賞析   | 台灣省教育廳             | 1987 年  |
| 12 | 走獸詩篇               | 賞析   | 台灣省教育廳             | 1988 年  |
| 13 | 昆蟲詩篇               | 賞析   | 台灣省教育廳             | 1991 年  |
| 14 | 浮名與務實             | 評論   | 稻鄉出版社               | 1992 年  |
| 15 | 詩的反抗               | 評論   | 新地文學出版社           | 1992 年  |
| 16 | 台灣文化秋千           | 評論   | 稻鄉出版社               | 1994 年  |
| 17 | 詩的見證               | 評論   | 台北縣立文化中心         | 1994 年  |
| 18 | 詩的挑戰               | 評論   | 台北縣立文化中心         | 1997 年  |
| 19 | 詩的紀念冊             | 散文   | 草根出版社               | 1998 年  |
| 20 | 台灣風景詩篇           | 賞析   | 教育部                   | 2001 年  |
| 21 | 花卉詩篇               | 賞析   | 教育部                   | 2002 年  |
| 22 | 李魁賢文集             | 全十冊 | 行政院文建會             | 2002 年  |
| 23 | 詩的越境               | 散文   | 台北縣政府文化局         | 2003 年  |
| 24 | 詩的幽徑               | 散文   | 台北縣政府文化局         | 2006 年  |
| 25 | 人生拼圖——李魁賢回憶錄 | 回憶錄 | 新北市政府文化局         | 2013 年  |
| 26 | 我的新世紀詩路         | 回憶錄 | 秀威資訊科技股份有限公司 | 2020 年  |

### 其他
- 《名流詩叢》（全58冊，2010～2025年）

## 展覽
臺灣意象 文學先行——李魁賢捐贈展